# Roberto Blanco (piłkarz)
Roberto Manuel Blanco Payo (ur. 26 listopada 1938 w Buenos Aires, zm. 19 marca 2011) – argentyński piłkarz, grający podczas kariery na pozycji obrońcy.

## Kariera klubowa
Roberto Blanco rozpoczął karierę w klubie Racing Club de Avellaneda w 1957. Z Racingiem zdobył mistrzostwo Argentyny w 1961. W latach 1963–1965 występował w Chacarita Juniors. Ogółem w latach 1957–1965 rozegrał w lidze argentyńskiej 117 meczów, w których strzelił bramkę.

## Kariera reprezentacyjna
W reprezentacji Argentyny Blanco zadebiutował w 1957. Ogółem w latach 1957–1961 w barwach albicelestes wystąpił w 3 meczach. 
W 1960 uczestniczył w Igrzyskach Olimpijskich. Na turnieju w Rzymie wystąpił w trzech meczach grupowych z Danią, Tunezją i Polską.